# Polipeptídeo pancreático
O polipeptídeo pancreático (PP) é um polipeptídeo secretado pelas células PP no pâncreas endócrino. Ele consiste de 36 aminoácidos e tem um peso molecular de aproximadamente 4200 Da.
O polipetídeo pancreático é um antagonista da colecistoquinina. Ele suprime a secreção pancreática e estimula a secreção gástrica.
Sua secreção em humanos é aumentada depois de uma refeição protéica, jejum, exercício e hipoglicemia aguda e é reduzida pela somatostatina e glicose intravenosa. A função do PP é desconhecida, mas têm sido sugeridos efeitos nos níveis de glicogênio hepático e secreções gastrointestinais.

## Estrutura primária
A sequência de aminoácidos é a seguinte: H2N-Ala–Pro–Leu–Glu–Pro–Gln–Tyr–Pro–Gly–Asp–Asp–Ala–Thr–Pro–Glu–Gln–Met– Ala–Gln–Tyr–Ala–Ala–Gln–Leu–Arg–Arg–Tyr–Ile–Asn–Met–Leu–Thr–Arg–Pro–Arg–Tyr-COOH2.